# Bubo sumatranus
Bubo sumatranus е вид птица от семейство Совови (Strigidae).

## Разпространение
Видът е разпространен в Бруней, Индонезия, Малайзия, Мианмар и Тайланд.